# Eurycope complanata
Eurycope complanata là một loài chân đều trong họ Munnopsidae. Loài này được Bonnier miêu tả khoa học năm 1896.